# Parallorhogas annulicornis
Parallorhogas annulicornis är en stekelart som först beskrevs av Granger 1949.  Parallorhogas annulicornis ingår i släktet Parallorhogas och familjen bracksteklar. Inga underarter finns listade i Catalogue of Life.